# Обецков
Обецков (слч. Obeckov) насељено је мјесто са административним статусом сеоске општине (слч. obec) у округу Вељки Кртиш, у Банскобистричком крају, Словачка Република.

## Становништво
| Година:    | 1994. | 2004.    | 2014.   | 2024.    |
| ---------- | ----- | -------- | ------- | -------- |
| Број људи: | 424   | 478      | 496     | 433      |
| Разлика:   |       | +12,73 % | +3,76 % | -12,70 % |

| Година:    | 2023. | 2024.   |
| ---------- | ----- | ------- |
| Број људи: | 424   | 433     |
| Разлика:   |       | +2,12 % |

Према подацима о броју становника из 2011. године насеље је имало 498 становника.